# Ascozonus
Ascozonus is een  geslacht van schimmels uit de familie Thelebolaceae.

## Soorten
Volgens Index Fungorum telt het geslacht elf soorten (peildatum maart 2022):
| Soortnaam                                            | Auteur(s)                     | Publicatiejaar |
| ---------------------------------------------------- | ----------------------------- | -------------- |
| Ascozonus asteriscus                                 | (P. Karst.) Boud.             | 1907           |
| Ascozonus boudieri                                   | (Vuill.) Boud.                | 1907           |
| Ascozonus crouanii                                   | (W. Phillips) Sacc.           | 1889           |
| Ascozonus cunicularius                               | (Boud.) Marchal               | 1884           |
| Ascozonus leveilleanus                               | (Renny ex W. Phillips) Mussat | 1901           |
| Ascozonus monascus                                   | Brumm. & M.J. Richardson      | 2000           |
| Ascozonus oligoascus                                 | Heimerl                       | 1889           |
| Ascozonus parvisporus                                | (Renny) Sacc.                 | 1889           |
| Ascozonus solms-laubachii                            | (Rabenh.) Brumm.              | 1998           |
| Ascozonus subhirtus                                  | (Renny) Sacc.                 | 1889           |
| Ascozonus woolhopensis (Geelwit sinterklaasschijfje) | (Renny) Boud.                 | 1907           |